# Amour fou (film)
Pour les articles homonymes, voir Amour fou.
Pour plus de détails, voir Fiche technique et Distribution.
Amour fou est un film austro-germano-luxembourgeois réalisé en 2014 par Jessica Hausner, s'inspirant du suicide du poète Heinrich von Kleist en 1811. Le film a été présenté en divers festivals, dont celui de Cannes, dans la catégorie Un certain regard.

## Synopsis
Un poète, Heinrich, est désespéré de devoir mourir inéluctablement et invite sa cousine, peu enthousiaste, à vaincre - selon ses dires - cette inéluctabilité en se suicidant avec lui par amour. La jeune épouse d'un ami, rongée par une maladie mortelle, décide de relever sa proposition.

## Fiche technique
- Titre international : Amour fou
- Réalisation et scénario : Jessica Hausner
- Musique : Deux Lieder sur des textes de Goethe : La Violette, de Mozart (Das Veilchen, 1785), et Wo die Berge so blau, lied extrait du cycle An die ferne Geliebte, de Beethoven (composé en 1815-1816)[2].
- Production : Coop99 Filmproduktion, Amour fou Luxembourg, Essential Filmproduktion
- Photographie : Martin Gschlacht
- Montage : Karina Ressler
- Genre : Biopic et comédie dramatique
- Durée : 96 minutes
- Sortie :
  - Autriche : 6 novembre 2014
  - France : 4 février 2015

## Distribution
- Christian Friedel : Heinrich von Kleist
- Birte Schnöink (de) : Henriette Vogel
- Stephan Grossmann (de) : Friedrich Louis Vogel
- Sandra Hüller : Marie
- Holger Handtke : Le docteur
- Barbara Schnitzler : La mère
- Allissa Wilms : Dörte
- Paraschiva Dragus : Pauline

## Récompenses
- Meilleur Film au Lisbon & Estoril Film Festival[1],[3]
- Meilleur scénario au prix du film autrichien 2015[1]
- Meilleur montage au prix du film autrichien 2015 pour Karina Ressler[1]